# Antidikomarianité
Antidikomariáni nebo antidikomarianité, nazývaní také dimoerité, byli křesťanskou sektou působící od 3. do 5. století. Jejich název vymyslel odpůrce Epifanius ze Salamíny, který je ve svém Panarionu označil za heretiky. O existenci antidikomarianitů jako organizované sekty lze pochybovat, protože je doložena pouze u Epifania, ale učení, které jim připisuje, bylo jistě předmětem živých diskusí na konci 4. století.
Antidikomarianité odmítali přiznat Marii, Ježíšově matce, zvláštní postavení a odmítali učení o jejím věčném panenství. Josefa považovali za vdovce se šesti dětmi z předchozího manželství. Zpočátku odmítali panenské početí a Josefa považovali za Ježíšova otce. Později začali uznávat narození z panny, ale zastávali názor, že Josef a Marie měli po Ježíšově narození normální sexuální vztahy. Ježíšovy bratry zmiňované v Novém zákoně považovali za další Mariiny a Josefovy děti. Sektu lze chápat jako reakci na vzestup mariánské úcty a celibátu. Podle Epifania přisuzovali antidikomarianité svůj postoj Apollinarisovi z Laodiceje. Ten napsal dopis obhajující většinový názor na Marii arabským křesťanům, jehož kopii zahrnul do svého Panarionu.
Názor, že Ježíšovi bratři byli dětmi Marie a Josefa, byl v rané církvi zastáván nezávisle na sektě antidikomarianitů: Tertullián, Hegesipp a Helvidius ho zastávali, zatímco Origenes se o něm zmiňuje. Antidikomarianitský postoj k Marii se stal v protestantismu standardem.